# Охотниківська сільська рада
Охо́тниківська сільська́ ра́да — адміністративно-територіальна одиниця та орган місцевого самоврядування в Сакському районі Автономної Республіки Крим. Адміністративний центр — село Охотникове.

## Загальні відомості
- Населення ради: 4 203 особи (станом на 2001 рік)

## Історія
18.09.2013 — селища Громовка, Кар'єрне та Рунне віднесено до категорії сіл.

## Населені пункти
Сільській раді підпорядковані населені пункти:
- с. Охотникове
- с-ще Громовка
- с-ще Кар'єрне
- с. Наумівка
- с. Орлянка
- с-ще Рунне

## Склад ради
Рада складається з 20 депутатів та голови.
- Голова ради: Поліщук Тетяна Василівна
- Секретар ради: Дуброва Ірина Олександрівна

### Керівний склад попередніх скликань
| Прізвище, ім'я, по батькові | Основні відомості                                                         | Дата обрання | Дата звільнення |
| --------------------------- | ------------------------------------------------------------------------- | ------------ | --------------- |
| Жердєв Анатолій Миколайович | Сільський голова, 2043 року народження, безпартійний                      | 26.03.2006   | 31.10.2010      |
| Поліщук Тетяна Василівна    | Сільський голова, 1973 року народження, освіта вища, член Партії регіонів | 31.10.2010   |                 |

Примітка: таблиця складена за даними сайту Верховної Ради України

### Депутати
За результатами місцевих виборів 2010 року депутатами ради стали:

#### За суб'єктами висування
| Суб'єкт висування | Кількість обраних депутатів | %  |
| ----------------- | --------------------------- | -- |
| Партія регіонів   | 11                          | 55 |
| Самовисування     | 5                           | 25 |
| Партія «Союз»     | 4                           | 20 |

#### За округами
| № округу        | Прізвище, ім'я, по батькові       | Дата визнання обраним | Освіта             | Партійна приналежність | Відомості про обраного депутата                    |
| --------------- | --------------------------------- | --------------------- | ------------------ | ---------------------- | -------------------------------------------------- |
| Партія регіонів |                                   |                       |                    |                        |                                                    |
| 1               | Копитіна Ганна Олександрівна      | 31.10.2010            | середня            | член Партії регіонів   | тимчасово не працює                                |
| 4               | Семенов Олександр Олександрович   | 31.10.2010            | вища               | член Партії регіонів   | приватний підприємець                              |
| 6               | Ткаченко Антоніна Павлівна        | 31.10.2010            | вища               | член Партії регіонів   | фельдшерсько-акушерський пункт с. Орлянка          |
| 11              | Апанасенко Анатолій Михайлович    | 31.10.2010            | середня            | член Партії регіонів   | ЗАТ «Сакський ЗБМ», машинист                       |
| 12              | Ємдін Володимир Романович         | 31.10.2010            | середня            | член Партії регіонів   | ЗАТ «Сакський ЗБМ», робітник                       |
| 14              | Глеч Марія Василівна              | 31.10.2010            | середня            | член Партії регіонів   | тимчасово не працює                                |
| 16              | Шагіна Наталя Анатоліївна         | 31.10.2010            | вища               | член Партії регіонів   | В\ч А2157, начальник відділу                       |
| 17              | Музиченко Ольга Максимівна        | 31.10.2010            | вища               | член Партії регіонів   | Охотниківська сільська рада, організатор культури  |
| 18              | Рошко Юлія Юріївна                | 31.10.2010            | вища               | член Партії регіонів   | Охотниківська загальноосвітня школа, вчитель       |
| 19              | Шабаніна Олена Анатоліївна        | 31.10.2010            | вища               | член Партії регіонів   | приватний підприємець                              |
| 20              | Лось Сергій Миколайович           | 31.10.2010            | вища               | член Партії регіонів   | приватний підприємець                              |
| Партія «Союз»   |                                   |                       |                    |                        |                                                    |
| 7               | Кудрявцева Неля Іллівна           | 31.10.2010            | середня            | член Партії «Союз»     | пенсіонер                                          |
| 8               | Куликова Ольга Олександрівна      | 31.10.2010            | середня            | член Партії «Союз»     | відділення поштового зв'язку с-ща Кар'єрне, поштар |
| 9               | Плоскін Петро Петрович            | 31.10.2010            | середня            | член Партії «Союз»     | тимчасово не працює                                |
| 15              | Шарапова Тетяна Францівна         | 31.10.2010            | середня            | член Партії «Союз»     | пенсіонер                                          |
| Самовисування   |                                   |                       |                    |                        |                                                    |
| 2               | Дуброва Ірина Олександрівна       | 31.10.2010            | вища               | позапартійна           | ПП «Жорник», бухгалтер                             |
| 3               | Григор'єва Жанна Федорівна        | 31.10.2010            | вища               | позапартійна           | Охотниківська загальноосвітня школа, секретар      |
| 5               | Муратова Ельзара Джевдетівна      | 31.10.2010            | вища               | позапартійна           | ТОВ «Сакська водна компания», касир-контролер      |
| 10              | Аджиасанова Діляра Абдурахмангизи | 31.10.2010            | середня спеціальна | позапартійна           | ПС 35/10 КВ «Кутурська», електромонтер             |
| 13              | Видяпина Любов Олександрівна      | 31.10.2010            | вища               | позапартійна           | ЗАТ «Сакський ЗБМ», заступник керівника по кадрах  |